# Rivals.com
Rivals.com是一間以大學美式足球及籃球為主的網站，該網站始於1998年，現有超過300名員工。對於大學球員的評價有一定的參考性。

## 包括的學校
個別學校的官網可以在這裡（页面存档备份，存于）看到
- 大西洋沿岸聯盟
- 大東聯盟
- 十大聯盟
- 12大聯盟
- 太平洋十二校聯盟
- 合众国联盟
- 東南聯盟
- 西部山区联盟

包括的聯賽：
- 6個 来自 大西洋10联盟
- 8個 来自 西部山区联盟
- 5個 来自 太阳带联盟
- 5個 来自 西部运动联盟
- 4個 来自 中美国联盟
- 1個 来自  密蘇里山谷聯盟（英语：Missouri Valley Conference）
- 6個 独立人士

## 資料來源
1. ↑  .   [2015-04-11]. （原始内容存档于2012-05-09）.

## 外部連結
- Rivals.com 官網（页面存档备份，存于）
- Yahoo! acquisition of Rivals.com
- The Football National Board- http://collegefootball.rivals.com/forum.asp?sid=1144&fid=2150&style=2&Reset=（页面存档备份，存于）